# Sagnes-et-Goudoulet
Sagnes-et-Goudoulet ist eine französische Gemeinde im Département Ardèche in der Region Auvergne-Rhône-Alpes. Sie gehört zum Kanton Haute-Ardèche im Arrondissement Largentière. Sagnes-et-Goudoulet liegt auf 1240 Metern über Meereshöhe. Nachbargemeinden sind Sainte-Eulalie im Nordwesten, Saint-Martial im Norden, Saint-Andéol-de-Fourchades im Nordosten, Lachamp-Raphaël im Osten, Péreyres im Südosten, Burzet im Süden und Usclades-et-Rieutord im Südwesten.

## Weblinks

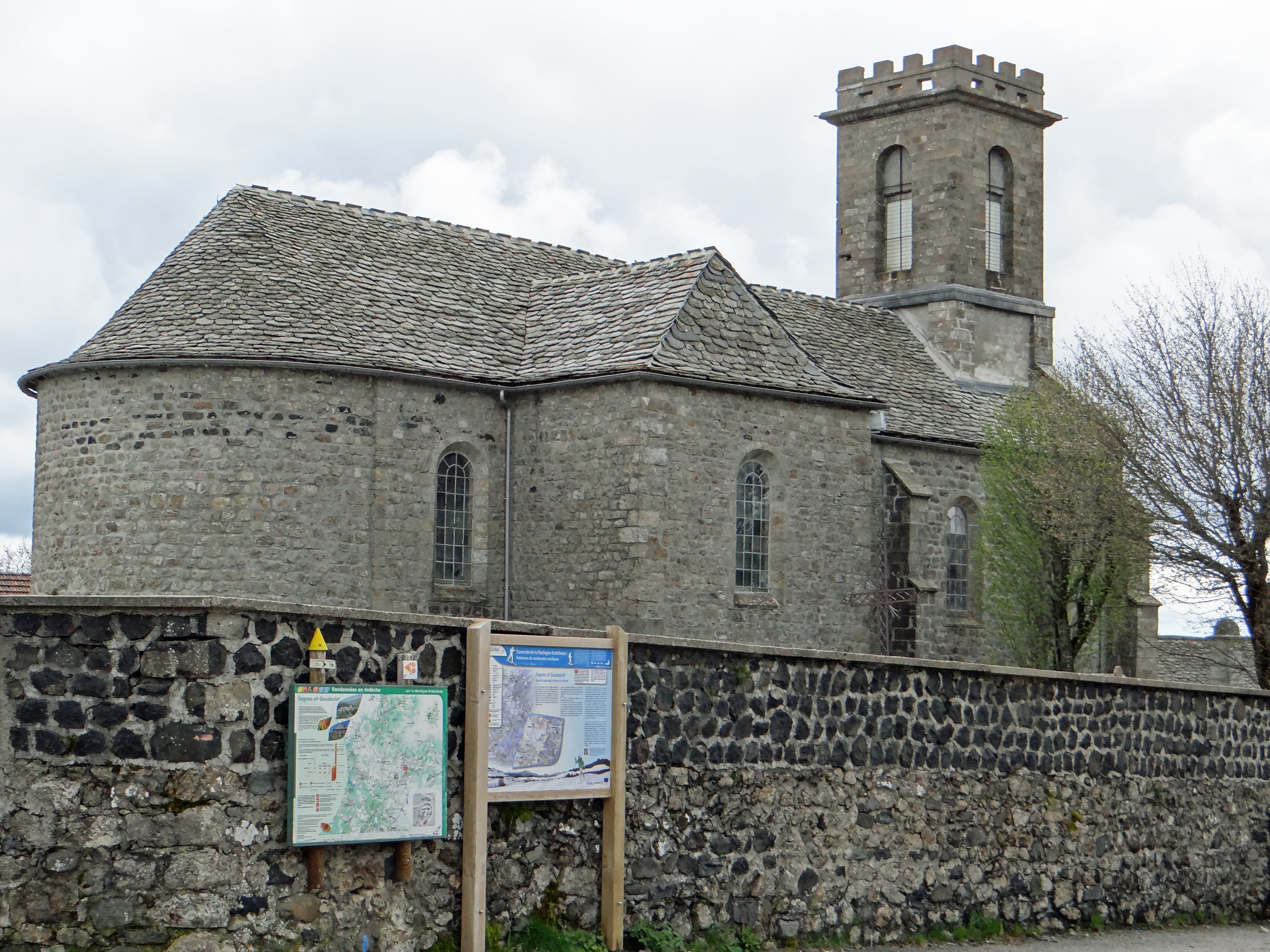
Kirche Saint-Robert

## Bevölkerungsentwicklung
| Jahr                       | 1962 | 1968 | 1975 | 1982 | 1990 | 1999 | 2008 | 2014 |
| -------------------------- | ---- | ---- | ---- | ---- | ---- | ---- | ---- | ---- |
| Einwohner                  | 369  | 322  | 198  | 182  | 146  | 131  | 134  | 125  |
| Quellen: Cassini und INSEE |      |      |      |      |      |      |      |      |